# Bundesstraße 235
Pour les articles homonymes, voir Route 235.
La Bundesstraße 235 est une Bundesstraße du Land de Rhénanie-du-Nord-Westphalie.

## Itinéraire
La B 235 passe par Lüdinghausen, puis plus au sud-ouest après Olfen, où la B 235 croise la route de l'ancien canal Dortmund-Ems. Peu avant Datteln, la B 235 traverse le canal Wesel-Datteln et près des ascenseurs à bateaux d'Henrichenburg, le canal Rhin-Herne. Immédiatement après, elle passe sous l'A 2 avec la jonction de Henrichenburg et continue vers le sud jusqu'à la jonction de Castrop-Rauxel sur l'A 42. Dans l'agglomération de Castrop-Rauxel, la B 235 passe devant la maison Goldschmieding. Le charbonnage Zollern est dans le quartier de Dortmund-Bövinghausen, d'où la route de la culture industrielle se poursuit vers l'est jusqu'à la cokerie Hansa. Cependant, la B 235 continue vers le sud en tant que route à quatre voies vers Dortmund-Lütgendortmund. À la jonction de Dortmund-Lütgendortmund, elle croise la Bundesautobahn 40. La suite du parcours mène par Bochum-Langendreer vers l'A 44 à Witten.

## Histoire
La Provinzialstraße reliant Witten à Castrop-Rauxel est établie vers 1838 en tant que première connexion nord-sud dans la région de la Ruhr orientale et est utilisée par une diligence depuis le 1er juillet 1839. En 1855, cette route est prolongée jusqu'à Senden.
Au cours de l'industrialisation, le trafic augmente tellement que la Märkische Straßenbahn établit une ligne de tramway entre Castrop et Witten à partir de 1899. La ligne de tramway 22 est fermée en 1951 et remplacée par la ligne de bus 378, désormais exploitée par la Bogestra.
La Reichsstraße 235, établie vers 1937, s'étend de Witten à Sprockhövel-Hiddinghausen. La section sud de l'itinéraire est modernisée en Landesstraße 525 en 2004.

## Source
- (de) Cet article est partiellement ou en totalité issu de l’article de Wikipédia en allemand intitulé « Bundesstraße 235 » (voir la liste des auteurs).